# Агаларзаде, Турал
Турал Агаларзаде (азерб. Tural Ağalarzadə; род. 6 июля 1993) — азербайджанский каратист, член сборной Азербайджана по каратэ, чемпион Европейских игр 2023 года, победитель командного чемпионата Европы 2014 года, победитель молодёжного чемпионата Европы 2013 года, серебряный призёр молодёжного чемпионата мира 2013 года и командного чемпионата Европы 2022 года, бронзовый призёр чемпионата Европы 2023 года, командного чемпионата мира 2021 года, командного чемпионата Европы 2021 года и V Исламских игр солидарности.

## Биография
Турал Агаларзаде родился 6 июля 1993 года. В феврале 2013 года стал победителем 40-го молодёжного чемпионата Европы по версии карате WKF (Всемирная федерация карате), который прошёл в турецком городе Конья. В июне этого же года стал серебряным призёром чемпионата мира по каратэ среди молодёжи и юношей, который состоялся в испанской Гвадалахара.
Чемпион Азербайджана по карате 2022 года.
На чемпионате Европы по карате 2023 года завоевал бронзовую медаль.